# Crisis energética de Colombia de 2015-2016
La Crisis energética de 2015-2016 fue una crisis que se presentó en Colombia durante el segundo gobierno del presidente Juan Manuel Santos, entre los años 2015 y 2016, provocada por la disminución de la capacidad de suministro de energía eléctrica del país debido al fenómeno de El Niño combinado con la falta de previsiones del gobierno colombiano. El fenómeno climático provocó sequías en el territorio colombiano, lo cual afecta los niveles de los embalses generadores de energía hidroeléctrica y termoeléctrica, provocando déficit en la producción de energía de las instalaciones operadas por ISAGEN y Empresas Públicas de Medellín.

## Antecedentes
El Niño se produce cuando aguas cálidas que se originan cerca del Océano Pacífico entran a las costas sudamericanas. Se presentan cambios en las especies marinas y se producen epidemias, sequías o inundaciones. El fenómeno se presenta en promedio una vez por década, pero el efecto puede perdurar por años. En Colombia a causa de dicho fenómeno se experimentó la crisis energética en 1992. En 2015 se registraron los niveles históricos más bajos de los embalses y reservas de agua al 30% de su producción.

## Racionamiento
El gobierno del presidente de Colombia, Juan Manuel Santos, tomó las medidas para evitar un eventual apagón. El 8 de marzo de 2016 el gobierno anunció planes para ahorro de energía y agua, estableciendo una meta diaria de 5% En varias ciudades se están implementando el ahorro necesario en algunos sectores industriales, gubernamentales y poblaciones. 

### Ocultamiento e inacción gubernamental
El gobierno ocultó las cifras de producción de energía a través del Ministro de Minas y Energía Tomás González Estrada por lo cual dimitió del cargo el 7 de marzo de 2016. Los entes judiciales como la Contralaría y la Comisión Reguladora de Energía y Gas (CREG) había pronosticado a principios de marzo de 2016 un racionamiento y apagón, El gobierno no acató inmediatamente el llamado de la Contraloría, tomando acciones para promover el ahorro de energía semanas después.
Sin embargo, la amenaza de racionamiento se conocía mucho antes, desde el 14 de octubre de 2015, cuando las empresas distribuidoras de energía pidieron medidas urgentes para evitar el empeoramiento de la situación del sector eléctrico, por medio de carta de Asociación Colombiana de Distribuidores de Energía Eléctrica (ASOCODIS) al ministro Gonzáles y a la CREG. La petición de adoptar medidas para incentivar el ahorro y la implementación de incentivos por consumo fueron ignoradas durante 5 meses, hasta marzo de 2016, cuando fueron finalmente adoptadas.